# Sinn Sage
Sinn Sage (Arcata, 4 ottobre 1983) è un'attrice pornografica statunitense, inserita nel 2023 nella AVN Hall of Fame.

## Biografia
Cresciuta in una piccola comunità nel deserto della California, ha iniziato a recitare come attrice nell'industria cinematografica per adulti dal 2002, lavorando occasionalmente anche come regista dal 2012.
Agli AVN Awards 2013, è stata premiata con Dani Daniels nella categoria Best Girl/Girl Sex Scene per il suo ruolo nel film Dani Daniels Dare. Tre anni più tardi ha vinto il premio Girl/Girl Performer of the Year of the Year agli AVN Awards 2015. Nel 2023 è stata inserita nella AVN Hall of Fame.

## Riconoscimenti
AVN Awards
- 2013 – Best Girl/Girl Sex Scene per Dani Daniels: Dare con Dani Daniels[3]
- 2015 – Girl/Girl Performer of the Year[4]
- 2023 – AVN Hall of Fame[1]